# Eisenbahnunfall von Tournon-sur-Rhône
Der Eisenbahnunfall von Tournon-sur-Rhône war der Zusammenstoß eines Güterzuges mit einem Dieseltriebwagen 10 km nördlich von Tournon-sur-Rhône (damals noch ohne den Namenszusatz „sur-Rhône“), Frankreich, am 3. Juli 1954. 33 Menschen starben.

## Ausgangslage
Auf der zweigleisigen Strecke wurde am Morgen des Tages an einem Gleis etwas repariert, so dass nur das andere Gleis für Fahrten in beide Richtungen zur Verfügung stand. Als die Reparatur beendet war, wurde der zweigleisige Betrieb wieder aufgenommen.
In einer Richtung verkehrte ein Güterzug. In der Gegenrichtung war der Triebwagen von Lyon nach Nîmes unterwegs, der neben dem motorisierten Fahrzeug noch zwei Beiwagen führte.

## Unfallhergang
Statt die Züge wieder planmäßig auf beiden Richtungsgleisen fahren zu lassen, setzte ein Weichenwärter den vom Morgen gewohnten Betrieb fort, so dass beide Züge auf demselben Gleis aufeinander zu fuhren und kollidierten. Das führende Fahrzeug des Triebwagens und der erste Beiwagen wurden schwer beschädigt.